# BTS World Tour Love Yourself
Tournées par BTS
2017 BTS Live Trilogy Épisode III: The Wings Tour
(2017) BTS World Tour Love Yourself → Speak Yourself ♥
(2019)
BTS World Tour Love Yourself est la troisième tournée mondiale organisée par le groupe sud-coréen BTS. La tournée a débuté le 25 août 2018 à Séoul et s'est terminé le 7 avril 2019 à Bangkok. Une extension de la tournée, intitulée BTS World Tour Love Yourself → Speak Yourself ♥, a été ajoutée le 9 février 2019. Elle a débuté à Pasadena, en Californie, le 4 mai 2019.

## Contexte
Le 26 avril 2018, Big Hit Entertainment a mis en ligne une bande-annonce sur sa chaîne YouTube officielle annonçant une tournée mondiale à venir. La vidéo révélait une liste initiale de 22 concerts dans 11 villes du monde entier. Après l'annonce, plusieurs hashtags sur les réseaux sociaux ont été remarqués dans le monde entier, notamment le tag éponyme de la tournée, #LOVE_YOURSELF, soulignant le niveau d'anticipation entourant l'événement.

## Accueil

### Succès commercial
Selon le site de revente de billets StubHub, cette tournée a été l'une des plus vendues au monde en 2018, juste derrière Ed Sheeran. Le 7 octobre, on estimait que BTS avait vendu 790 000 billets au total, ce qui a permis de prévoir d'autres dates supplémentaires.
Le 4 août, l'agence du groupe a confirmé que les 90 000 billets des concerts à Séoul ont été vendus intégralement à la fin de la deuxième vente publique du 3 août. Le 17 août, il a été annoncé que ce n'était que lors des deux premiers concerts au stade olympique de Séoul que BTS générerait des recettes de billets s'élevant à 8,4 millions de dollars (soit 95 milliards ₩). Les concerts au Japon, il s'est classé au dix-neuvième rang pour les concerts les plus vendus de 2018. À Singapour, les billets se sont vendus en moins de quatre heures.

### Succès critique
La tournée a reçu des critiques positives de la part des critiques. Pour les premiers concerts en Amérique du Nord, les médias locaux se sont emparés de l'événement depuis le moment où les fans ont commencé à camper devant le Staples Center, quelques jours avant le concert. Philip Cosores de l'Uproxx a décrit les concerts nocturnes au Staples Center comme "une immense expérience multisensorielle", apportant une "expérience inclusive" et une "expérience multiculturelle" où la musique est au-dessus de toutes les barrières linguistiques. Tiffany Taylor de The Hollywood Reporter a noté pour Billboard une "chorégraphie incroyable" louant les performances en solo et l'énergie des fans comme point culminant de la soirée. Jim Harrington, de The Mercury News, a qualifié le concert d'Oakland comme "le concert le plus chaud de l'année dans la région de la baie", notant que les performances en solo étaient "le témoignage de sept stars individuelles, chacune d'entre elles pouvant mener une carrière solo réussie". Pour le concert de Chicago, la critique Kim Youngdae a déclaré que leurs points forts étaient les démonstrations éblouissantes du groupe, le talent artistique des numéros en solo et son immersivité. Crystal Bell, de MTV, a déclaré à propos de la tournée : “Les BTS ont créé une expérience si captivante, si inclusive et si belle à la beauté visuelle qui fait du groupe de garçons un des groupes les plus importants de la musique pop aujourd'hui". The Quietus a assisté au concert à Londres et l'a décrit comme "Un show parlant d'une recherche d'identité personnelle. Après deux heures et demie de changements de costumes, de battements, de notes hautes et de la beauté iconique impossible de leurs vidéos, les BTS marchent sur le devant de la scène en jeans et t-shirts. En chantant la dernière chanson, "Anpanman", qui parle d’un nouveau genre de super-héros, nous réalisons que leur maladresse et leur sensibilité sont également la source de leur force.”
The Denisonian a noté le concert 10/10, précisant que la musique, les éléments visuels, la danse et les fans étaient ce qui en faisait une expérience formidable. Vivid Seats a nommé BTS l'artiste de l'année 2018, citant le concert historique organisé au Citi Field

## Programme
- BTS a donné trois programmes différents pour leurs concerts. Ils comprenaient les mêmes chansons à l'exception des medleys 12 à 16.

| 1. Idol 2. Save Me 3. I'm Fine 4. Magic Shop 5. Trivia 起: Just Dance 6. Euphoria 7. I Need U 8. Run 9. Serendipity 10. Trivia 承: Love 11. DNA 12. 21st Century Girls / Boyz with Fun / Dope 13. Go Go, / Attack on Bangtan 14. Blood, Sweat and Tears, / Fire 15. Boy in Luv, / Silver Spoon 16. Danger / Dope / Fire 17. Airplane Pt. 2 18. Singularity 19. Fake Love 20. Trivia 轉: Seesaw 21. Epiphany 22. The Truth Untold 23. Outro: Tear 24. MIC Drop | Encore 1. So What 2. Anpanman 3. Answer: Love Myself |

## Liste des concerts
| Date              | Ville       | Pays         | Lieu                                   | Audience |
| ----------------- | ----------- | ------------ | -------------------------------------- | -------- |
| Asie              |             |              |                                        |          |
| 25 août 2018      | Séoul       | Corée du Sud | Stade olympique de Séoul               | 90 000   |
| 26 août 2018      | Séoul       | Corée du Sud | Stade olympique de Séoul               | 90 000   |
| Amérique du Nord  |             |              |                                        |          |
| 5 septembre 2018  | Los Angeles | États-Unis   | Staples Center                         | 56 220   |
| 6 septembre 2018  | Los Angeles | États-Unis   | Staples Center                         | 56 220   |
| 8 septembre 2018  | Los Angeles | États-Unis   | Staples Center                         | 56 220   |
| 9 septembre 2018  | Los Angeles | États-Unis   | Staples Center                         | 56 220   |
| 12 septembre 2018 | Oakland     | États-Unis   | Oracle Arena                           | 10 743   |
| 15 septembre 2018 | Fort Worth  | États-Unis   | Fort Worth Convention Center           | 17 452   |
| 16 septembre 2018 | Fort Worth  | États-Unis   | Fort Worth Convention Center           | 17 452   |
| 20 septembre 2018 | Hamilton    | Canada       | FirstOntario Centre                    | 35 574   |
| 22 septembre 2018 | Hamilton    | Canada       | FirstOntario Centre                    | 35 574   |
| 23 septembre 2018 | Hamilton    | Canada       | FirstOntario Centre                    | 35 574   |
| 28 septembre 2018 | Newark      | États-Unis   | Prudential Center                      | 25 236   |
| 29 septembre 2018 | Newark      | États-Unis   | Prudential Center                      | 25 236   |
| 2 octobre 2018    | Chicago     | États-Unis   | United Center                          | 27 880   |
| 3 octobre 2018    | Chicago     | États-Unis   | United Center                          | 27 880   |
| 6 octobre 2018    | New York    | États-Unis   | Citi Field                             | 34 327   |
| Europe            |             |              |                                        |          |
| 9 octobre 2018    | Londres     | Royaume-Uni  | O2 Arena                               | 31 475   |
| 10 octobre 2018   | Londres     | Royaume-Uni  | O2 Arena                               | 31 475   |
| 13 octobre 2018   | Amsterdam   | Pays-Bas     | Ziggo Dome                             | 13 893   |
| 16 octobre 2018   | Berlin      | Allemagne    | Mercedes-Benz Arena                    | 24 384   |
| 17 octobre 2018   | Berlin      | Allemagne    | Mercedes-Benz Arena                    | 24 384   |
| 19 octobre 2018   | Paris       | France       | Palais omnisports de Paris-Bercy       | 28 149   |
| 20 octobre 2018   | Paris       | France       | Palais omnisports de Paris-Bercy       | 28 149   |
| Asie              |             |              |                                        |          |
| 13 novembre 2018  | Tokyo       | Japon        | Tokyo Dome                             | 100 000  |
| 14 novembre 2018  | Tokyo       | Japon        | Tokyo Dome                             | 100 000  |
| 21 novembre 2018  | Osaka       | Japon        | Osaka Dome                             | 115 000  |
| 23 novembre 2018  | Osaka       | Japon        | Osaka Dome                             | 115 000  |
| 24 novembre 2018  | Osaka       | Japon        | Osaka Dome                             | 115 000  |
| 8 décembre 2018   | Taoyuan     | Taïwan       | Taoyuan International Baseball Stadium | 50 000   |
| 9 décembre 2018   | Taoyuan     | Taïwan       | Taoyuan International Baseball Stadium | 50 000   |
| 12 janvier 2019   | Nagoya      | Japon        | Nagoya Dome                            | 85 000   |
| 13 janvier 2019   | Nagoya      | Japon        | Nagoya Dome                            | 85 000   |
| 19 janvier 2019   | Singapour   | Singapour    | Stade national de Singapour            | 39 946   |
| 16 février 2019   | Fukuoka     | Japon        | Fukuoka Dome                           | 80 000   |
| 17 février 2019   | Fukuoka     | Japon        | Fukuoka Dome                           | 80 000   |
| 20 mars 2019      | Hong Kong   | Hong Kong    | AsiaWorld-Arena                        | 40 168   |
| 21 mars 2019      | Hong Kong   | Hong Kong    | AsiaWorld-Arena                        | 40 168   |
| 23 mars 2019      | Hong Kong   | Hong Kong    | AsiaWorld-Arena                        | 40 168   |
| 24 mars 2019      | Hong Kong   | Hong Kong    | AsiaWorld-Arena                        | 40 168   |
| 6 avril 2019      | Bangkok     | Thaïlande    | Stade Rajamangala                      | 121 264  |
| 7 avril 2019      | Bangkok     | Thaïlande    | Stade Rajamangala                      | 121 264  |

## BTS World Tour Love Yourself: Speak Yourself
Tournées par BTS
BTS World Tour Love Yourself
(2018-2019)
BTS World Tour Love Yourself → Speak Yourself ♥ est une extension de la tournée Love Yourself. Elle a débuté le 4 mai à Pasadena, en Californie, et comprend des concerts en Amérique du Nord et du Sud, en Europe et en Asie, notamment aux États-Unis, au Brésil, au Royaume-Uni, en France et au Japon.
Cette tournée a été annoncée pour la première fois le 19 février 2019 via la chaîne YouTube de Big Hit Entertainment avec une vidéo teaser. Le même jour, Live Nation fut révélé comme l'organisateur de la tournée ainsi que Ticketmaster pour la vente des billets.

### Succès commercial
En Amérique du Nord, les billets pour les trois dates initiales se sont vendus en deux heures et demie environ. Les places pour le concert au Wembley Stadium ont été vendues en 90 minutes tandis qu'en France, les billets ont été vendus en cinq heures et demie. Au Brésil, les billets ont été mis en vente le 11 mars 2019. Bien que le site web consacré à la vente avait connu des problèmes de connexion en cette période, les billets se sont vendus en 75 minutes. Pour répondre à la demande, des dates supplémentaires ont été ajoutées à toutes les dates américaines et européennes. Les dates européennes supplémentaires ont été épuisées le jour même où elles ont été inscrites dans la liste.
Selon le site de musique pop PopCrush, les ventes du premier jour ont été supérieures à celles de la tournée des Rolling Stones ou encore de Cardi B. BTS est aussi devenu le premier artiste sud-coréen à donner un concert au Rose Bowl. Le groupe devient également le 12e artiste de l'histoire à vendre toutes ses places pour un concert au Wembley Stadium.

### Programme
1. Dionysus
2. Not Today
3. Outro: Wings
4. Trivia 起: Just Dance
5. Euphoria
6. Best of Me
7. Serendipity
8. Trivia 承: Love
9. Boy with Luv'
10. Dope
11. Silver Spoon
12. Fire
13. Idol
14. Singularity
15. Fake Love (Rocking Vibe Remix)
16. Trivia 轉: Seesaw
17. Epiphany
18. The Truth Untold
19. Outro: Tear
20. MIC Drop

Encore
1. Anpanman
2. So What
3. Make It Right
4. Mikrokosmos

### Liste des concerts
| Date            | Ville           | Pays            | Lieu                            | Audience |
| --------------- | --------------- | --------------- | ------------------------------- | -------- |
| Amérique        |                 |                 |                                 |          |
| 4 mai 2019      | Pasadena        | États-Unis      | Rose Bowl                       | 113 040  |
| 5 mai 2019      | Pasadena        | États-Unis      | Rose Bowl                       | 113 040  |
| 11 mai 2019     | Chicago         | États-Unis      | Soldier Field                   | 88 156   |
| 12 mai 2019     | Chicago         | États-Unis      | Soldier Field                   | 88 156   |
| 18 mai 2019     | East Rutherford | États-Unis      | MetLife Stadium                 | 98 574   |
| 19 mai 2019     | East Rutherford | États-Unis      | MetLife Stadium                 | 98 574   |
| 25 mai 2019     | São Paulo       | Brésil          | Allianz Parque                  | 84 728   |
| 26 mai 2019     | São Paulo       | Brésil          | Allianz Parque                  | 84 728   |
| Europe          |                 |                 |                                 |          |
| 1er juin 2019   | Londres         | Royaume-Uni     | Stade de Wembley                | 114 583  |
| 2 juin 2019     | Londres         | Royaume-Uni     | Stade de Wembley                | 114 583  |
| 7 juin 2019     | Paris           | France          | Stade de France                 | 107 328  |
| 8 juin 2019     | Paris           | France          | Stade de France                 | 107 328  |
| Asie            |                 |                 |                                 |          |
| 6 juillet 2019  | Osaka           | Japon           | Stade Nagai                     | 101 554  |
| 7 juillet 2019  | Osaka           | Japon           | Stade Nagai                     | 101 554  |
| 13 juillet 2019 | Shizuoka        | Japon           | Stade Ecopa de Shizuoka         | 107 153  |
| 14 juillet 2019 | Shizuoka        | Japon           | Stade Ecopa de Shizuoka         | 107 153  |
| 11 octobre 2019 | Riyad           | Arabie saoudite | Stade international du Roi-Fahd | 31 899   |
| 26 octobre 2019 | Séoul           | Corée du Sud    | Stade olympique de Séoul        | 129 268  |
| 27 octobre 2019 | Séoul           | Corée du Sud    | Stade olympique de Séoul        | 129 268  |
| 29 octobre 2019 | Séoul           | Corée du Sud    | Stade olympique de Séoul        | 129 268  |